# Station Nouzonville
Station Nouzonville1 (Frans: Gare de Nouzonville) is een spoorwegstation in Nouzonville in het Franse departement Ardennes. Het station is gelegen aan de spoorlijn Soissons - Givet (gedeelte Givet - Charleville-Mézières).
Naast het station was er het vertrekpunt van de metersporige CFDA spoorlijn naar Gespunsart en België (Pussemange), van waar er aansluiting was naar Bouillon en verder met de Belgische buurtspoorwegen. In 1950 is deze buurtspoorlijn opgeheven.

## Treindienst
| Serie      | Treinsoort | Route                                              | Bijzonderheden |
| ---------- | ---------- | -------------------------------------------------- | -------------- |
| TER 838800 | TER (SNCF) | Charleville-Mézières – Nouzonville – Revin – Givet |                |